# Site à Botrychium simple et châtaigneraies du Bozzio
Site à Botrychium simple et châtaigneraies du Bozzio este o arie protejată (sit de importanță comunitară — SCI) din Franța întinsă pe o suprafață de 1.840,5 ha, integral pe uscat.

## Localizare
Centrul sitului Site à Botrychium simple et châtaigneraies du Bozzio este situat la coordonatele 42°20′44″N 9°22′12″E / 42.34556°N 9.37°E.

## Înființare
Situl Site à Botrychium simple et châtaigneraies du Bozzio a fost declarat arie specială de conservare în baza directivei 92/43 din 1992 referitoare la conservarea habitatelor naturale și a faunei și florei sălbatice pentru a proteja 1 specie de plante și 2 specii de animale.

## Biodiversitate
Situată în ecoregiunea mediteraneană, aria protejată conține 6 habitate naturale: Păduri de Castanea sativa, Păduri de Ilex aquifolium, Galerii de Salix alba și de Populus alba, Păduri de Quercus ilex și Quercus rotundifolia, Pajiști alpine și subalpine calcaroase, Lande oro-mediteraneene cu formațiuni endemice de grozamă.
La baza desemnării sitului se află mai multe specii protejate:
- plante (1): Botrychium simplex
- mamifere (2): liliac cărămiziu (Myotis emarginatus), liliacul mic cu potcoavă (Rhinolophus hipposideros)

Pe lângă speciile protejate, pe teritoriul sitului au mai fost identificate 2 specii de plante, 1 specie de amfibieni, 3 specii de mamifere.